# Nati nel 1989/Febbraio
| Questa pagina contiene informazioni ricavate automaticamente dalle voci biografiche con l'ausilio del template Bio e di un bot. L'aggiornamento è periodico e automatico e ricostruisce completamente la pagina. Se manca una persona in questa lista, sei pregato di non aggiungerla, ma accertati piuttosto che la sua voce biografica contenga il template Bio e che i dati anagrafici siano correttamente compilati. Se il template Bio manca, inseriscilo tu stesso o, in alternativa, metti l'avviso {{tmp\|Bio}} che ne segnala la mancanza. Se i dati riportati sono sbagliati, correggi direttamente la voce biografica; le modifiche saranno visibili in questa lista entro pochi giorni. Per chiarimenti vedi il progetto biografie. La lista contiene solo le 503 persone che sono citate nell'enciclopedia e per le quali è stato implementato correttamente il template Bio. Pagina aggiornata al 18 ago 2025. |

- 1º febbraio - Andrea Ballerin, ex sciatore alpino italiano
- 1º febbraio - Dávid Barczi, calciatore ungherese
- 1º febbraio - Carolina Dementiev, modella panamense
- 1º febbraio - Alfreð Finnbogason, ex calciatore islandese
- 1º febbraio - Filippo Fortin, ciclista su strada italiano
- 1º febbraio - Arǵent Gafuri, calciatore macedone
- 1º febbraio - Fran González, calciatore spagnolo
- 1º febbraio - Reza Haghighi, ex calciatore iraniano
- 1º febbraio - Han Soo-ji, pallavolista sudcoreana
- 1º febbraio - Simon Hjalmarsson, hockeista su ghiaccio svedese
- 1º febbraio - Doug Hogue, giocatore di football americano statunitense
- 1º febbraio - Sara Jacobs, politica statunitense
- 1º febbraio - Tim Koch, cestista tedesco
- 1º febbraio - Lamine Koné, calciatore francese
- 1º febbraio - Jonas Lössl, calciatore danese
- 1º febbraio - Jevhen Novak, ex calciatore ucraino
- 1º febbraio - Marco Pigossi, attore, produttore cinematografico e ex nuotatore brasiliano
- 1º febbraio - Zoran Plazonić, calciatore croato
- 1º febbraio - Clare Polkinghorne, calciatrice australiana
- 1º febbraio - Florian Runer, ex hockeista su ghiaccio italiano
- 1º febbraio - Sui Jianshuang, ginnasta cinese
- 1º febbraio - Lubomir Ulrich, calciatore slovacco
- 2 febbraio - Shane Archbold, ex pistard e ex ciclista su strada neozelandese
- 2 febbraio - Saori Atsumi, cantante giapponese
- 2 febbraio - Ștefan Caraulan, ex calciatore moldavo
- 2 febbraio - Fabio Chinello, ex ciclista su strada italiano
- 2 febbraio - José Mena, calciatore costaricano
- 2 febbraio - Milton Molina, calciatore salvadoregno
- 2 febbraio - Matías Nizzo, calciatore argentino
- 2 febbraio - Vadis Odjidja-Ofoe, ex calciatore belga
- 2 febbraio - Julija Oliševs'ka, velocista ucraina
- 2 febbraio - Ivan Perišić, calciatore croato
- 2 febbraio - Mario Scapini, mezzofondista italiano
- 2 febbraio - Emanuel Schreiner, calciatore austriaco
- 2 febbraio - Alex Sharp, attore britannico
- 2 febbraio - Kawann Short, ex giocatore di football americano statunitense
- 2 febbraio - Harrison Smith, giocatore di football americano statunitense
- 2 febbraio - Kiley Staples, ex sciatrice alpina statunitense
- 2 febbraio - Jakub Sylvestr, calciatore slovacco
- 2 febbraio - Fozzy Whittaker, giocatore di football americano statunitense
- 2 febbraio - Sambou Yatabaré, calciatore francese
- 2 febbraio - Veniamin Shumeyko, calciatore kirghiso
- 3 febbraio - Bartłomiej Babiarz, ex calciatore polacco
- 3 febbraio - Marius Boldt, calciatore norvegese
- 3 febbraio - Michał Buchalik, calciatore polacco
- 3 febbraio - Maria Grazia Cioffi, rugbista a 15 e allenatrice di rugby a 15 italiana
- 3 febbraio - Eduardo Dantas, artista marziale misto brasiliano
- 3 febbraio - Andre Ellington, giocatore di football americano statunitense
- 3 febbraio - Reinardt Janse van Rensburg, ciclista su strada sudafricano
- 3 febbraio - Jia, cantante, rapper e attrice cinese
- 3 febbraio - Julio Jones, ex giocatore di football americano statunitense
- 3 febbraio - Kalisha Keane, ex cestista canadese
- 3 febbraio - Vania King, ex tennista statunitense
- 3 febbraio - George Lebese, ex calciatore sudafricano
- 3 febbraio - David Manga, ex calciatore centrafricano
- 3 febbraio - Leonis Martínez, calciatore cubano
- 3 febbraio - Lucas Orbán, ex calciatore argentino
- 3 febbraio - Slobodan Rajković, ex calciatore serbo
- 3 febbraio - Ryne Sanborn, attore statunitense
- 3 febbraio - Gloria Vian, ex cestista italiana
- 3 febbraio - Łukasz Wiśniewski, pallavolista polacco
- 3 febbraio - Tomoki Yoshikawa, giocatore di calcio a 5 giapponese
- 3 febbraio - Jevhen Zaričnjuk, ex calciatore ucraino
- 4 febbraio - Mohammed Abdulrahman, calciatore emiratino
- 4 febbraio - Lavoy Allen, ex cestista statunitense
- 4 febbraio - Maurício Silva, pallavolista brasiliano
- 4 febbraio - Febian Brandy, ex calciatore inglese
- 4 febbraio - Christian Delle Stelle, ex ciclista su strada italiano
- 4 febbraio - Joel Ekstrand, ex calciatore svedese
- 4 febbraio - Geovane Maranhão, calciatore brasiliano
- 4 febbraio - Laura Gonçalves, modella portoghese
- 4 febbraio - Khaseem Greene, giocatore di football americano statunitense
- 4 febbraio - Valentina Gunina, scacchista russa
- 4 febbraio - Anders Hermodsson, giocatore di football americano e allenatore di football americano svedese († 2022)
- 4 febbraio - Ion Izagirre, ciclista su strada spagnolo
- 4 febbraio - Nkosi Johnson, attivista sudafricano († 2001)
- 4 febbraio - Guillaume Katz, ex calciatore svizzero
- 4 febbraio - Hlafira Marcinovič, ginnasta bielorussa
- 4 febbraio - André Micael, ex calciatore portoghese
- 4 febbraio - Oleksandra Prystupa, ex cestista ucraina
- 4 febbraio - Larissa Ramos, modella brasiliana
- 4 febbraio - Evgenija Rodina, tennista russa
- 4 febbraio - Durrell Summers, cestista statunitense
- 4 febbraio - Naomi Ōzora, doppiatrice giapponese
- 5 febbraio - Karen Bennett, canottiera britannica
- 5 febbraio - Sarra Besbes, schermitrice tunisina
- 5 febbraio - Saruba Colley, ex velocista gambiana
- 5 febbraio - Mike Gentili, giocatore di football americano e allenatore di football americano statunitense
- 5 febbraio - Edoardo Giorgetti, nuotatore italiano
- 5 febbraio - Robin Himmelmann, calciatore tedesco
- 5 febbraio - Marina Mel'nikova, tennista russa
- 5 febbraio - Otele Mouangue, ex calciatore camerunese
- 5 febbraio - Mkrtič Nalbandyan, ex calciatore armeno
- 5 febbraio - Gabriel Nicolás Rodríguez, ex calciatore argentino
- 5 febbraio - Angelica Schiatti, cantautrice italiana
- 5 febbraio - Renée Slegers, allenatrice di calcio e ex calciatrice olandese
- 5 febbraio - Jeremy Sumpter, attore statunitense
- 5 febbraio - Distel Zola, ex calciatore francese
- 6 febbraio - Tamara Abalde, ex cestista spagnola
- 6 febbraio - Alena Amjaljusik, ciclista su strada e pistard bielorussa
- 6 febbraio - Oleg Andronic, ex calciatore moldavo
- 6 febbraio - Sophie Bennett, attrice e cantante canadese
- 6 febbraio - Craig Cathcart, ex calciatore nordirlandese
- 6 febbraio - Tobias Englund, calciatore svedese
- 6 febbraio - Jonny Flynn, ex cestista statunitense
- 6 febbraio - Gemma Forsyth, attrice australiana
- 6 febbraio - Ismail Isa, calciatore bulgaro
- 6 febbraio - Oksana Mazourik, inventrice, imprenditrice e conduttrice televisiva svizzera
- 6 febbraio - Eloy Room, calciatore olandese
- 6 febbraio - Paride Saccoia, ex pallanuotista italiano
- 6 febbraio - Manuel Schäffler, calciatore tedesco
- 6 febbraio - Marat Shahmetov, calciatore kazako
- 6 febbraio - Armin Triendl, ex sciatore alpino austriaco
- 7 febbraio - Yumi Adachi, nuotatrice artistica giapponese
- 7 febbraio - Mohamed Amsif, calciatore tedesco
- 7 febbraio - Nick Calathes, cestista statunitense
- 7 febbraio - Abdenasser El Khayati, calciatore olandese
- 7 febbraio - Alejandro González, ex tennista colombiano
- 7 febbraio - Kathrine Rolsted Harsem, fondista norvegese
- 7 febbraio - Michel Kettenmeyer, calciatore lussemburghese
- 7 febbraio - Filip Klikovać, pallanuotista montenegrino
- 7 febbraio - Dar'ja Korobova, sincronetta russa
- 7 febbraio - Vegard Stake Laengen, ciclista su strada norvegese
- 7 febbraio - Louisa Lytton, attrice britannica
- 7 febbraio - Gonzalo Marinelli, calciatore argentino
- 7 febbraio - Yukino Nagamatsu, ex pallavolista giapponese
- 7 febbraio - Gédéon Pitard, cestista camerunese
- 7 febbraio - Alexis Rolín, calciatore uruguaiano
- 7 febbraio - Alexandru Stan, calciatore rumeno
- 7 febbraio - Neil Taylor, allenatore di calcio e ex calciatore gallese
- 7 febbraio - Isaiah Thomas, cestista statunitense
- 7 febbraio - Joffrey Verbruggen, attore belga
- 7 febbraio - Elia Viviani, ciclista su strada e pistard italiano
- 7 febbraio - Oleksandr Volkov, calciatore ucraino
- 8 febbraio - Leandro Aguirre, calciatore argentino
- 8 febbraio - Oleg Alejnik, calciatore russo
- 8 febbraio - Bronte Barratt, ex nuotatrice australiana
- 8 febbraio - Nayka Benítez, pallavolista portoricana
- 8 febbraio - Christina Grima, ex cestista maltese
- 8 febbraio - Christian Groß, dirigente sportivo e ex calciatore tedesco
- 8 febbraio - Zac Guildford, rugbista a 15 neozelandese
- 8 febbraio - Chai Hansen, attore thailandese
- 8 febbraio - Vladimir Hernández, calciatore colombiano
- 8 febbraio - JaJuan Johnson, cestista statunitense
- 8 febbraio - Syuri, wrestler, kickboxer e artista marziale mista giapponese
- 8 febbraio - Stanislav Kuliš, calciatore ucraino
- 8 febbraio - Boaz Lalang, mezzofondista keniota
- 8 febbraio - Ilaria Leoni, allenatrice di calcio e ex calciatrice italiana
- 8 febbraio - Mentor Mazrekaj, calciatore kosovaro
- 8 febbraio - Ivan Milovanov, giocatore di calcio a 5 russo
- 8 febbraio - Tomeu Nadal, ex calciatore spagnolo
- 8 febbraio - Enrica Pavia, ex cestista italiana
- 8 febbraio - Akseli Pelvas, ex calciatore finlandese
- 8 febbraio - Ksenija Perova, arciera russa
- 8 febbraio - Austin Pettis, giocatore di football americano statunitense
- 8 febbraio - David Ritschard, cantante svedese
- 8 febbraio - Courtney Vandersloot, cestista statunitense
- 8 febbraio - Andrėj Varankoŭ, calciatore bielorusso
- 8 febbraio - Wang Shenchao, calciatore cinese
- 9 febbraio - Pablo Aguilar Bermúdez, cestista spagnolo
- 9 febbraio - Tomás De Vincenti, ex calciatore argentino
- 9 febbraio - Emanuele Di Marino, atleta paralimpico italiano
- 9 febbraio - Maxime Dufour-Lapointe, sciatrice freestyle canadese
- 9 febbraio - Gia Farrell, cantante statunitense
- 9 febbraio - Jamal Gay, ex calciatore trinidadiano
- 9 febbraio - Mark Gwrman, calciatore kazako
- 9 febbraio - Katarzia, cantante slovacca
- 9 febbraio - Ari-Pekka Liukkonen, nuotatore finlandese
- 9 febbraio - Gerson Mayen, calciatore statunitense
- 9 febbraio - Daniel Muno, giocatore di baseball statunitense
- 9 febbraio - Abdel Majid Naji, ex cestista francese
- 9 febbraio - Ramon Sinkeldam, ex ciclista su strada e ex ciclocrossista olandese
- 9 febbraio - Artur Slabašėvič, calciatore bielorusso
- 9 febbraio - Michael Thompson, cestista statunitense
- 9 febbraio - Tjaša Tibaut, ex calciatrice slovena
- 9 febbraio - Alassane Touré, calciatore francese
- 9 febbraio - Hernán Villalba, ex calciatore argentino
- 9 febbraio - Zhang Chengdong, calciatore cinese
- 10 febbraio - Bashir Abdi, mezzofondista e maratoneta belga
- 10 febbraio - Troy Barnies, cestista statunitense
- 10 febbraio - Salvatore D'Elia, calciatore italiano
- 10 febbraio - Alice Franco, ex nuotatrice italiana
- 10 febbraio - Liam Hendriks, giocatore di baseball australiano
- 10 febbraio - Ingvild Isaksen, ex calciatrice norvegese
- 10 febbraio - Sabien Lilaj, ex calciatore albanese
- 10 febbraio - Francisco Navarro, sportivo spagnolo
- 10 febbraio - Rubert Quijada, calciatore venezuelano
- 10 febbraio - Gerald Robinson, cestista statunitense
- 10 febbraio - Pierpaolo Spollon, attore italiano
- 10 febbraio - Xiao Guodong, giocatore di snooker cinese
- 10 febbraio - Travis d'Arnaud, giocatore di baseball statunitense
- 11 febbraio - Roman Bugaev, ex calciatore russo
- 11 febbraio - Alexander Büttner, calciatore olandese
- 11 febbraio - Dustin Cook, ex sciatore alpino canadese
- 11 febbraio - Jevon Demming, calciatore anglo-verginiano
- 11 febbraio - Adèle Haenel, attrice e attivista francese
- 11 febbraio - Oleksandr Matvjejev, ex calciatore ucraino
- 11 febbraio - David Michigan, modello e attore francese
- 11 febbraio - Brett Morse, discobolo britannico
- 11 febbraio - Timo Perthel, calciatore tedesco
- 11 febbraio - Bec Rawlings, artista marziale mista australiana
- 11 febbraio - Tomi Sallinen, hockeista su ghiaccio finlandese
- 11 febbraio - Josef de Souza Dias, calciatore brasiliano
- 11 febbraio - Marilyn Strobbe, pallavolista italiana
- 11 febbraio - Maksim Vitus, ex calciatore bielorusso
- 12 febbraio - Rauf Əliyev, ex calciatore azero
- 12 febbraio - Afshan Azad, attrice britannica
- 12 febbraio - Martin Berkovec, calciatore ceco
- 12 febbraio - Cornellius Carradine, giocatore di football americano statunitense
- 12 febbraio - Luis Copete, calciatore nicaraguense
- 12 febbraio - Josh Harrellson, cestista statunitense
- 12 febbraio - Luis López García, giocatore di calcio a 5 spagnolo
- 12 febbraio - Michał Masłowski, ex calciatore polacco
- 12 febbraio - Daulet Niyazbekov, lottatore kazako
- 12 febbraio - Mihailo Novaković, giocatore di football americano serbo
- 12 febbraio - Katy O'Brian, attrice statunitense
- 12 febbraio - Ehimen Orukpe, ex cestista nigeriano
- 12 febbraio - Evgenija Starceva, pallavolista russa
- 12 febbraio - Keith Tandy, giocatore di football americano statunitense
- 12 febbraio - Elle Varner, cantautrice statunitense
- 12 febbraio - Ron-Robert Zieler, calciatore tedesco
- 13 febbraio - Rafael Acosta, ex calciatore venezuelano
- 13 febbraio - Charles Clay, giocatore di football americano statunitense
- 13 febbraio - Arsen Žoraevič Galstjan, judoka russo
- 13 febbraio - Sepp Gerber, ex sciatore alpino svizzero
- 13 febbraio - Ol'ga Glackich, ex ginnasta russa
- 13 febbraio - Domingos Gonçalves, ciclista su strada portoghese
- 13 febbraio - José Gonçalves, ciclista su strada portoghese
- 13 febbraio - Igor' Gorbatenko, ex calciatore russo
- 13 febbraio - Edward Jefferies, schermidore britannico
- 13 febbraio - Dion Malone, calciatore surinamese
- 13 febbraio - Marco Pagnini, hockeista su pista italiano
- 13 febbraio - Demetrius Pinder, velocista bahamense
- 13 febbraio - Anton Piskunov, calciatore russo
- 13 febbraio - Fábio Poletto, giocatore di calcio a 5 brasiliano
- 13 febbraio - Rodrigo Possebon, ex calciatore brasiliano
- 13 febbraio - Julian Schieber, dirigente sportivo e ex calciatore tedesco
- 13 febbraio - Jasper Waalkens, calciatore olandese
- 13 febbraio - Atanas Zehirov, calciatore bulgaro
- 13 febbraio - Bror van der Zijde, bobbista olandese
- 14 febbraio - Loïc Abenzoar, ex calciatore francese
- 14 febbraio - Bobirjon Akbarov, calciatore uzbeko
- 14 febbraio - Angela Bubba, scrittrice e giornalista italiana
- 14 febbraio - Stephanie Bunte, ex calciatrice tedesca
- 14 febbraio - Néstor Calderón, ex calciatore messicano
- 14 febbraio - Callan Chythlook-Sifsof, ex snowboarder statunitense
- 14 febbraio - Priscilla Frederick, altista antiguo-barbudana
- 14 febbraio - Mario González López, ex cestista paraguaiano
- 14 febbraio - Ramiro Herrera, rugbista a 15 argentino
- 14 febbraio - Even Hovland, calciatore norvegese
- 14 febbraio - Aljaksandr Karnicki, calciatore bielorusso
- 14 febbraio - Štěpán Koreš, calciatore ceco
- 14 febbraio - Paul Lee, cestista filippino
- 14 febbraio - Adam Matuszczyk, calciatore polacco
- 14 febbraio - B.J. Mullens, cestista statunitense
- 14 febbraio - Matt Owens, sceneggiatore e produttore cinematografico statunitense
- 14 febbraio - Ariel Robinson, ex cestista statunitense
- 14 febbraio - Andrea Rossi, pallavolista italiano
- 14 febbraio - Killa Fonic, rapper e cantante rumeno
- 14 febbraio - Sten Sokk, cestista estone
- 14 febbraio - Jurij Tepeš, saltatore con gli sci sloveno
- 14 febbraio - Kristian Thomas, ginnasta britannico
- 14 febbraio - Deonte Thompson, ex giocatore di football americano statunitense
- 14 febbraio - Konrad Warzycha, ex calciatore polacco
- 15 febbraio - Lucas Akins, calciatore grenadino
- 15 febbraio - Nasser Al-Shimli, calciatore omanita
- 15 febbraio - Bonnie Dennison, attrice statunitense
- 15 febbraio - D.J. Gay, ex cestista statunitense
- 15 febbraio - Mihailo Jovanović, calciatore serbo
- 15 febbraio - Eirik Mæland, allenatore di calcio e ex calciatore norvegese
- 15 febbraio - Mo Tae-bum, pattinatore di velocità su ghiaccio sudcoreano
- 15 febbraio - Ziomara Morrison, cestista cilena
- 15 febbraio - Emiliano Méndez, calciatore argentino
- 15 febbraio - Benedetta Re, nuotatrice artistica italiana
- 15 febbraio - Martin Rechsteiner, ex calciatore svizzero
- 15 febbraio - Albin Tahiri, sciatore alpino kosovaro
- 16 febbraio - Maria, cantante bruneiana
- 16 febbraio - Dan Einbinder, calciatore israeliano
- 16 febbraio - Mū Kanazaki, calciatore giapponese
- 16 febbraio - Johan Mårtensson, calciatore svedese
- 16 febbraio - Elizabeth Olsen, attrice statunitense
- 16 febbraio - Andy Plank, ex sciatore alpino italiano
- 16 febbraio - Emily Scott, pattinatrice di short track statunitense
- 16 febbraio - Nathaniël Will, calciatore olandese
- 16 febbraio - Bojan Zogović, calciatore montenegrino
- 16 febbraio - Alberto Zorzi, cavaliere italiano
- 16 febbraio - Ria van Dyke, modella neozelandese
- 17 febbraio - Rebecca Adlington, ex nuotatrice britannica
- 17 febbraio - Paolino Ambrosino, giocatore di baseball italiano
- 17 febbraio - Azat Bajryev, calciatore turkmeno
- 17 febbraio - Bruno Bianchi, calciatore argentino
- 17 febbraio - Danju, rapper tedesco
- 17 febbraio - Christofer Eriksson, biatleta svedese
- 17 febbraio - David Maneiro, ex calciatore andorrano
- 17 febbraio - Stacey McClean, attrice britannica
- 17 febbraio - Miguel Molina, pilota automobilistico spagnolo
- 17 febbraio - Chord Overstreet, attore, cantante e musicista statunitense
- 17 febbraio - Dilshod Rahmatullaev, calciatore uzbeko
- 17 febbraio - Jeremy Stewart, giocatore di football americano statunitense
- 17 febbraio - Bernardo Tengarrinha, calciatore portoghese († 2021)
- 17 febbraio - Wang Gang, calciatore cinese
- 18 febbraio - Marco Calderoni, calciatore italiano
- 18 febbraio - SuRie, cantante britannica
- 18 febbraio - Rafael Crivellaro, calciatore brasiliano
- 18 febbraio - Aser Pierrick Dipanda, calciatore camerunese
- 18 febbraio - Pietro Dutto, ex biatleta italiano
- 18 febbraio - Michael Fakuade, cestista statunitense
- 18 febbraio - Marie Gayot, velocista francese
- 18 febbraio - Aleksej Ionov, ex calciatore russo
- 18 febbraio - Ben Morgan, rugbista a 15 inglese
- 18 febbraio - Penny Pax, attrice pornografica statunitense
- 18 febbraio - Sonja Petrović, ex cestista serba
- 18 febbraio - Jason Pusey, ex calciatore gibilterriano
- 18 febbraio - Michele Rosiello, attore italiano
- 18 febbraio - Samuel Souprayen, calciatore francese
- 18 febbraio - Bruno Vicente, calciatore brasiliano
- 18 febbraio - Xue Chen, giocatrice di beach volley cinese
- 18 febbraio - Ye Weichao, ex calciatore cinese
- 19 febbraio - Danielle Adams, cestista statunitense
- 19 febbraio - Sone Aluko, ex calciatore inglese
- 19 febbraio - Constantin Budescu, calciatore rumeno
- 19 febbraio - Pavel Dvořák, calciatore ceco
- 19 febbraio - Matt Hamilton, giocatore di curling statunitense
- 19 febbraio - Jeff Henderson, lunghista statunitense
- 19 febbraio - Johannes Hoff Thorup, allenatore di calcio danese
- 19 febbraio - Valentin Jeriomenko, calciatore lituano
- 19 febbraio - Jung Yoo-jin, attrice e modella sudcoreana
- 19 febbraio - Fernando Marçal, calciatore brasiliano
- 19 febbraio - Giōrgos Mpogrīs, cestista greco
- 19 febbraio - Dwayne Sandy, calciatore sanvincentino († 2021)
- 19 febbraio - Rüdiger Selig, ex ciclista su strada e ex pistard tedesco
- 19 febbraio - Wu Xi, calciatore cinese
- 19 febbraio - Stefan Živanović, cestista serbo
- 20 febbraio - Geovane, calciatore brasiliano
- 20 febbraio - Ashley Benson, pallavolista statunitense
- 20 febbraio - Ștefan Blănaru, calciatore rumeno
- 20 febbraio - Nate Bussey, giocatore di football americano statunitense
- 20 febbraio - Chris DiDomenico, hockeista su ghiaccio canadese
- 20 febbraio - Jack Falahee, attore e musicista statunitense
- 20 febbraio - Moussa Gueye, ex calciatore senegalese
- 20 febbraio - Rod Issac, giocatore di football americano statunitense
- 20 febbraio - Andrij Jakovljev, calciatore ucraino
- 20 febbraio - Žygimantas Janavičius, allenatore di pallacanestro e ex cestista lituano
- 20 febbraio - Luis Jerez, calciatore argentino
- 20 febbraio - Melanie Leishman, attrice canadese
- 20 febbraio - Jaroslav Martynjuk, calciatore ucraino
- 20 febbraio - Ricardo Ratliffe, cestista statunitense
- 20 febbraio - Stefan Stojačić, cestista serbo
- 20 febbraio - Enrico Valentini, calciatore tedesco
- 20 febbraio - Victor da Silva Medeiros, ex calciatore brasiliano
- 20 febbraio - Iga Wyrwal, modella e attrice polacca
- 20 febbraio - Zhang Yangyang, canottiera cinese
- 20 febbraio - Anselmo de Moraes, calciatore brasiliano
- 21 febbraio - Jake Bequette, giocatore di football americano statunitense
- 21 febbraio - Roman Bezjak, calciatore sloveno
- 21 febbraio - Corbin Bleu, attore, cantante e ballerino statunitense
- 21 febbraio - Anastasija Bratčikova, lottatrice russa
- 21 febbraio - Sebastián Charquero, calciatore uruguaiano
- 21 febbraio - Liad Elmaliach, ex calciatore israeliano
- 21 febbraio - Federico Fernández, ex calciatore argentino
- 21 febbraio - Mike fC, cantautore, rapper e tecnico del suono italiano
- 21 febbraio - Kristin Herrera, attrice statunitense
- 21 febbraio - Paul Jatta, ex calciatore gambiano
- 21 febbraio - Pierre Kanstrup, ex calciatore danese
- 21 febbraio - Jem Karacan, ex calciatore turco
- 21 febbraio - Aleksandr Kolomejcev, ex calciatore russo
- 21 febbraio - Pablo Martinez, calciatore francese
- 21 febbraio - Demetri McCamey, ex cestista statunitense
- 21 febbraio - Fernando Monetti, calciatore argentino
- 21 febbraio - Jake Muzzin, hockeista su ghiaccio canadese
- 21 febbraio - Juan Neira, calciatore argentino
- 21 febbraio - Ike Opara, ex calciatore statunitense
- 21 febbraio - Evgenij Pesegov, calciatore russo
- 21 febbraio - Dmytro Pundyk, schermidore ucraino
- 21 febbraio - Thomas Singer, ex sciatore alpino svizzero
- 21 febbraio - Scout Taylor-Compton, attrice statunitense
- 21 febbraio - Brian Tyms, ex giocatore di football americano statunitense
- 21 febbraio - Josh Walker, ex calciatore inglese
- 21 febbraio - Li Wen, calciatrice cinese
- 21 febbraio - Brandon Williams, giocatore di football americano statunitense
- 21 febbraio - Darko Zec, calciatore sloveno
- 22 febbraio - Horacio Calcaterra, calciatore argentino
- 22 febbraio - Gaëtan Courtet, calciatore francese
- 22 febbraio - Gülşah Gümüşay, ex cestista turca
- 22 febbraio - Domenico Illuzzi, hockeista su pista italiano
- 22 febbraio - Abdelghani Mouaoui, ex calciatore marocchino
- 22 febbraio - Miloš Nikolić, calciatore serbo
- 22 febbraio - Wojciech Nowicki, martellista polacco
- 22 febbraio - David Paulson, giocatore di football americano statunitense
- 22 febbraio - Cesare Sciocchetti, ex nuotatore italiano
- 22 febbraio - Jake Siegel, attore statunitense
- 22 febbraio - Franco Vázquez, calciatore argentino
- 22 febbraio - Rolf Daniel Vikstøl, ex calciatore norvegese
- 23 febbraio - Ahmed Akaïchi, ex calciatore tunisino
- 23 febbraio - Andrés Andrade, calciatore colombiano
- 23 febbraio - Amara Baby, ex calciatore senegalese
- 23 febbraio - Arianna Barbieri, nuotatrice italiana
- 23 febbraio - Evan Bates, danzatore su ghiaccio statunitense
- 23 febbraio - Fernando Boldrin, calciatore brasiliano
- 23 febbraio - Chris Conte, giocatore di football americano statunitense
- 23 febbraio - Aleksandr Denisov, ex calciatore russo
- 23 febbraio - Armon Johnson, ex cestista statunitense
- 23 febbraio - Rishaw Johnson, giocatore di football americano statunitense
- 23 febbraio - Andrej Kozlov, ex calciatore russo
- 23 febbraio - Courtney Lawes, rugbista a 15 britannico
- 23 febbraio - Emma Lipman, calciatrice britannica
- 23 febbraio - Nallappan Mohanraj, allenatore di calcio e ex calciatore indiano
- 23 febbraio - Halyna Obleščuk, pesista ucraina
- 23 febbraio - Filip Petrov, ex calciatore macedone
- 23 febbraio - Jérémy Pied, ex calciatore francese
- 23 febbraio - Ren Hang, calciatore cinese
- 23 febbraio - Cillian Sheridan, calciatore irlandese
- 23 febbraio - Dan Smith, giocatore di poker statunitense
- 23 febbraio - Zhang Binbin, tiratrice a segno cinese
- 23 febbraio - Jefinho, calciatore brasiliano
- 24 febbraio - Nicolás Bruno, pallavolista argentino
- 24 febbraio - Emily Calderón, pallavolista portoricana
- 24 febbraio - Trace Cyrus, chitarrista e cantante statunitense
- 24 febbraio - Juan Falcón, ex calciatore venezuelano
- 24 febbraio - Craig Forsyth, calciatore scozzese
- 24 febbraio - Simon Karl Johansson, giocatore di calcio a 5 e calciatore norvegese
- 24 febbraio - Daniel Kaluuya, attore e sceneggiatore britannico
- 24 febbraio - Kosta Koufos, cestista statunitense
- 24 febbraio - Fabio Lovatti, ex cestista italiano
- 24 febbraio - Jean Paul Pineda, calciatore cileno
- 24 febbraio - Xavi Rabaseda, cestista spagnolo
- 24 febbraio - Albina Rrahmani, allenatrice di calcio e ex calciatrice albanese
- 24 febbraio - Ezequiel Skverer, ex cestista argentino
- 24 febbraio - D.J. Smith, giocatore di football americano statunitense
- 24 febbraio - Rokevious Watkins, giocatore di football americano statunitense
- 24 febbraio - Zhang Xiaowen, scacchista cinese
- 25 febbraio - Karim Aït-Fana, ex calciatore francese
- 25 febbraio - Abdul Malek Al Anizan, calciatore siriano
- 25 febbraio - Amnay, cantautore e poeta berbero
- 25 febbraio - Milan Badelj, ex calciatore croato
- 25 febbraio - Shaun Cummings, ex calciatore inglese
- 25 febbraio - Hannelore Desmet, ex altista belga
- 25 febbraio - Rodéric Filippi, calciatore francese
- 25 febbraio - Jimmer Fredette, ex cestista statunitense
- 25 febbraio - Valerică Găman, calciatore rumeno
- 25 febbraio - Arsen Hajdari, ex calciatore albanese
- 25 febbraio - Kana Hanazawa, attrice, doppiatrice e cantante giapponese
- 25 febbraio - Hans Christer Holund, fondista norvegese
- 25 febbraio - Erik Israelsson, ex calciatore svedese
- 25 febbraio - Phakjira Kanrattanasood, attrice televisiva thailandese
- 25 febbraio - Lee Sang-hwa, pattinatrice di velocità su ghiaccio sudcoreana
- 25 febbraio - Liang Chen, ex tennista cinese
- 25 febbraio - E'Twaun Moore, ex cestista statunitense
- 25 febbraio - Marshall Moses, ex cestista statunitense
- 25 febbraio - Nádia Gomes Colhado, cestista brasiliana
- 25 febbraio - Gabrielle Onguéné, calciatrice camerunese
- 25 febbraio - Peter Orry Larsen, ex calciatore norvegese
- 25 febbraio - Hernán Pérez, calciatore paraguaiano
- 25 febbraio - David Querol, ex calciatore spagnolo
- 25 febbraio - Vera Rebrik, giavellottista ucraina
- 25 febbraio - Patrick Topping, disc jockey britannico
- 25 febbraio - Pany Varela, giocatore di calcio a 5 capoverdiano
- 25 febbraio - Abby Wilde, attrice statunitense
- 26 febbraio - Anastasija Bannova, arciera kazaka
- 26 febbraio - Ditmar Biçaj, allenatore di calcio e ex calciatore albanese
- 26 febbraio - Kennedy Igboananike, calciatore nigeriano
- 26 febbraio - Marieke Koekkoek, politica olandese
- 26 febbraio - Stefano Locatelli, ex ciclista su strada italiano
- 26 febbraio - Marwan Mohsen, calciatore egiziano
- 26 febbraio - Iván Moreno, pilota motociclistico spagnolo
- 26 febbraio - Laura Nicholls, ex cestista spagnola
- 26 febbraio - Gabriel Obertan, calciatore francese
- 26 febbraio - Davina Philtjens, calciatrice belga
- 26 febbraio - Aleksandr Prudnikov, ex calciatore russo
- 26 febbraio - James Wilson, calciatore gallese
- 26 febbraio - Jevgēņijs Ņerugals, calciatore lettone
- 27 febbraio - Aurélie Groizeleau, arbitro di rugby a 15 e rugbista a 15 francese
- 27 febbraio - Charles Johnson, giocatore di football americano statunitense
- 27 febbraio - Stephen Kiprotich, maratoneta e mezzofondista ugandese
- 27 febbraio - Koo Ja-cheol, calciatore sudcoreano
- 27 febbraio - Takahiko Kozuka, ex pattinatore artistico su ghiaccio giapponese
- 27 febbraio - Varlam Lip'art'eliani, judoka georgiano
- 27 febbraio - Vitalij Ljuks, calciatore kirghiso
- 27 febbraio - Nina Løseth, ex sciatrice alpina norvegese
- 27 febbraio - Dayane Mello, modella e personaggio televisivo brasiliana
- 27 febbraio - Facundo Moreira, calciatore uruguaiano
- 27 febbraio - Jessika Muscat, cantautrice e attrice maltese
- 27 febbraio - Loïc Poujol, ex calciatore francese
- 27 febbraio - Richard Ringer, mezzofondista e maratoneta tedesco
- 27 febbraio - Xiao Xun, cantante, attrice e modella taiwanese
- 28 febbraio - Fábio Aguiar da Silva, calciatore brasiliano
- 28 febbraio - Sofian Akouili, calciatore marocchino
- 28 febbraio - Sanaa Atabrour, taekwondoka marocchina
- 28 febbraio - Ramiro Bentancur, ex calciatore uruguaiano
- 28 febbraio - Mohamed Chikoto, calciatore nigerino
- 28 febbraio - Carlos Dunlap, giocatore di football americano statunitense
- 28 febbraio - Alberto Escassi, calciatore spagnolo
- 28 febbraio - Rodolfo González Aránguiz, calciatore cileno
- 28 febbraio - Børge Henriksen, giocatore di calcio a 5 e calciatore norvegese
- 28 febbraio - Charles Jenkins, ex cestista statunitense
- 28 febbraio - Zhang Liyin, cantante cinese
- 28 febbraio - Dean Mason, calciatore montserratiano
- 28 febbraio - Aaron Moten, attore statunitense
- 28 febbraio - Besar Musolli, calciatore kosovaro
- 28 febbraio - Lars Øvernes, calciatore norvegese
- 28 febbraio - Jason Pierre-Paul, giocatore di football americano statunitense
- 28 febbraio - Gabriel Rybar Blos, ex calciatore brasiliano
- 28 febbraio - Angelababy, attrice e modella cinese